# Rusc (pel·lícula)
Rusc (originalment en albanès, Zgjoi) és una pel·lícula dramàtica kosovar de 2021 escrita i dirigida per Blerta Basholli en el seu debut com a directora. La pel·lícula és protagonitzada per Yllka Gashi, Çun Lajçi i Aurita Agushi. Es va estrenar al Festival de Cinema de Sundance el 31 de gener de 2021 i es va convertir en la primera pel·lícula de la història de Sundance a guanyar els tres premis principals: el Gran Premi del Jurat, el Premi del Públic i el Premi de Direcció, a la Competició Mundial de Cinema Dramàtic. Va ser seleccionada com a candidata de Kosovo a la millor pel·lícula internacional als 94ns premis Oscar. S'ha doblat al català.

## Repartiment
- Yllka Gashi com a Fahrije
- Çun Lajçi com a Haxhi
- Aurita Agushi com a Zamira
- Kumrije Hoxha com a Nazmije
- Adriana Matoshi com a Lume
- Molikë Maxhuni com a Emine
- Blerta Ismaili com a Edona